# 卡納維拉爾格羅夫斯 (佛羅里達州)
卡納維拉爾格羅夫斯（英語：Canaveral Groves）是位於美國佛羅里達州布里瓦德縣的一個非建制地區。該地的面積和人口皆未知。

## 地理
卡納維拉爾格羅夫斯的座標為28°25′29″N 80°49′13″W / 28.42472°N 80.82028°W，而該地的平均海拔高度為7米（即23英尺）。